# Oidtweiler
Oidtweiler is een plaats in de Duitse gemeente Baesweiler, deelstaat Noordrijn-Westfalen, en telt 2724 inwoners (2007).

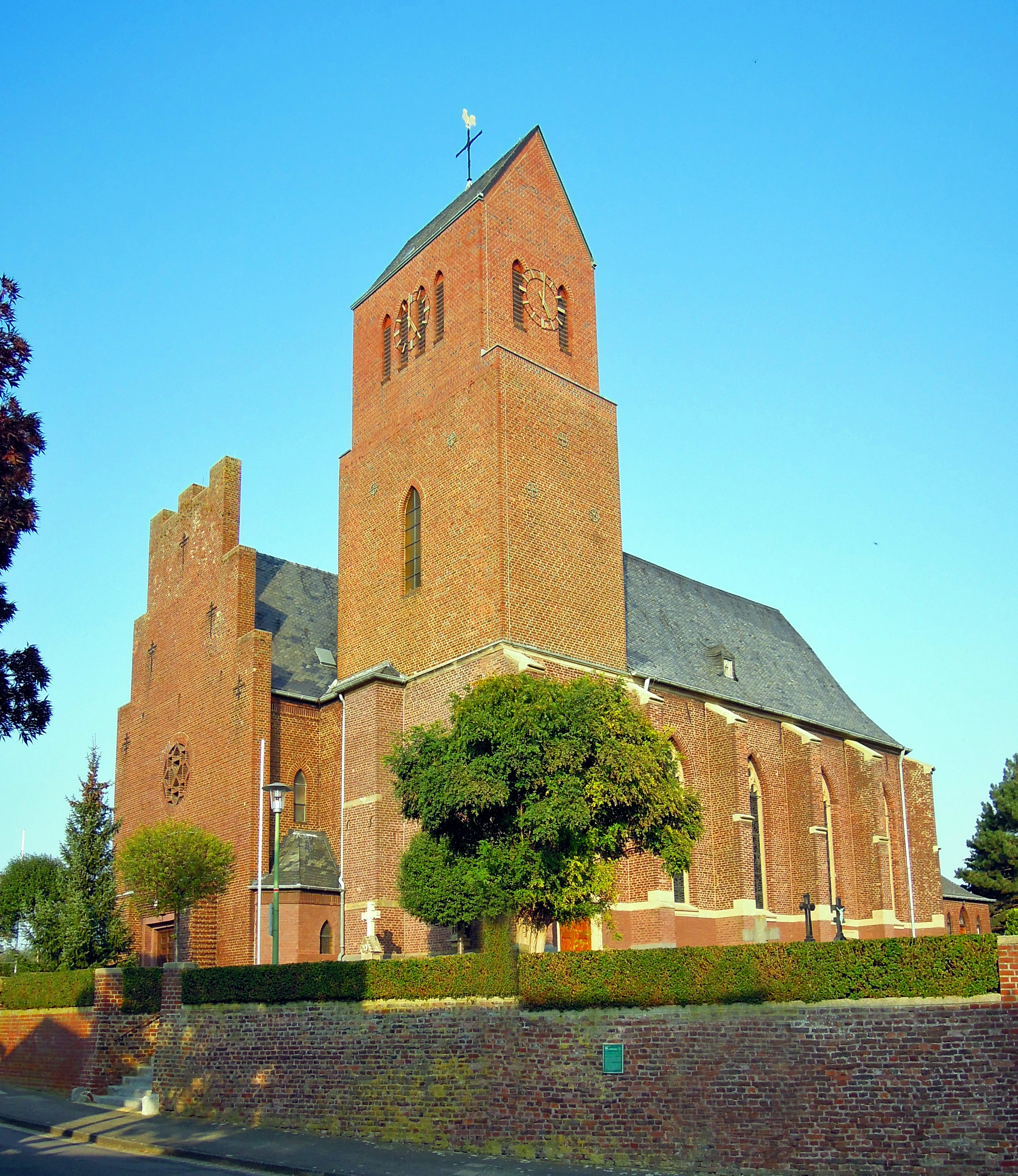
De Martinuskerk van Oidtweiler

Baesweiler · Beggendorf · Floverich · Loverich · Oidtweiler · Puffendorf · Setterich

Stedenregio Aken · Regierungsbezirk Keulen · Noordrijn-Westfalen